# Jürke Grau
Hans Rudolf Jürke Grau (15 de febrero de 1937-25 de diciembre de 2022) fue un botánico alemán.

## Biografía
Hans Rudolf Jürke Grau fue taxónomo vegetal de la Universidad de Múnich hasta su jubilación. Es coeditor del proyecto Flora de Chile. Su interés radica en Liliopsida, Asteraceae, Scrophulariaceae y Boraginaceae y la Evolución y especiación de la flora xerófila de Chile.

## Algunas publicaciones
- Merxmüller, H & J Grau 1963. Chromosomenzahlen aus der Gattung Myosotis L. – Ber. Deutsch. Bot. Ges. 76: 23–29.
- Merxmüller, H. & J. Grau 1967: Moehringia-Studien. – Mitt. Bot. München 6: 257–273
- Merxmüller, H & J Grau 1968. Ergänzende Studien an Petrocoptis (Caryophyllaceae) – Coll. Bot. 7: 787–797
- Grau, J & P. Leins 1968. Pollenkorntypen und Sektionsgliederung der Gattung Myosotis. – Ber. Deutsch. Bot. Ges. 81: 107–115
- 1970. Die Gattung Polyarrhena (Compositae, Astereae, Asterinae). – Mitt. Bot. München 7: 347–368
- Greuter, W & J Grau 1970. Zum Vorkommen von drei Unterarten der Myosotis refracta Boiss. auf Kreta. – Candollea 25: 7–10
- 1971. On the generic delimitation of some South African Asteraceae. – Mitt. Bot. München 10: 275–279
- Bresinsky, A & J Grau 1970. Zur Chorologie und Systematik von Biscutella im bayerischen Alpenvorland. – Ber. Bayer. Bot. Ges. 42: 101–108
- Burtt, BL & J Grau 1971. An extension of the genus Macowania (Compositae). – Notes Royal Bot. Gard. Edinburgh 31: 373–376
- Grau , J & H Merxmüller 1972. Myosotis, in: Flora Europaea III: 111–117
- 1973. Felicia amelloides (L.) Voss. – Flowering Plants of Africa 42: plate 1645
- 1973. Revision der Gattung Felicia (Asteraceae). – Mitt. Bot. München 9: 195- 705
- 1974. Die Gattung Felicia in Südwestafrika. – Mitt. Bot. München 11: 353–364
- 1974. Scrophularia hypericifolia und ihre verwandten Arten. – Mitt. Bot. München 11: 365–378
- 1975. Podocoma und Vittadinia – zwei vermeintlich bikontinentale Gattungen. – Mitt. Bot. München 12: 181–184
- 1976. Eine neue Art der Gattung Microglossa DC. – Mitt. Bot. München 12: 399–402
- 1976. Haplopappus taeda Reiche. – Mitt. Bot. München 12: 411–416
- 1977. Myosotis, in: Davis, P. ed. Flora of Turkey 6: 264–280
- Merxmüller, H & J Grau 1976. Fruchtanatomische Untersuchungen in der Inula-Gruppe (Astereae). – Publ. Cairo Univ. Herb. 7 & 8: 9–20
- 1977. Poecilolepis – eine neue Gattung der Asteraceae-Astereae. – Mitt. Bot. München 13: 234–254
- Grau, J & A Fayed 1977. Zur Identität der Gattung Microtrichia DC. (Asteraceae- Astereae). – Mitt. Bot. München 13: 235–242
- 1978. Astereae – systematic review, in: Heywood et al. eds: The Biology and Chemistry of the Compositae, Academic Press
- 1978: Myosotis, in: Charpin, ed.: Nouvelle flore du Liban et de la Syrie, III: 85–87
- 1979. Systematic and evolution of seed plants. – in: Progress in Botany 41: 239–286
- 1980. Scrophularia, in: Charpin, ed.: Nouvelle flore du Liban et de la Syrie, III: 235–241
- 1980. Die Testa der Mutisieen und ihre systematische Bedeutung. – Mitt. Bot. München 16: 369–332
- 1980. Felicia, in: The Compositae of the Flora Zambesiaca Area 11, Astereae. – Kirkia 12: 1–14
- Grau, J & W Lippert 1980. Eine neue Scrophularia-Art vom Balkan. – Mitt. Bot. München 16 (Beih.): 19–22
- 1980. Centaurea stenolepis Kerner in Bayern. – Ber. Bayer. Bot. Ges. 51: 109–116
- 1981. Scrophularia, in: RECHINGER, K.H. ed.: Flora Iranica Lfg. 147: 213- 284
- 1981. Die Verwandtschaftsbeziehungen der balkanischen Scrophularien. – Bot. Jahrb. Syst. 102: 307–313
- 1981. Zwei neue Arten der Gattung Cryptantha Lehm. (Boraginaceae) und ihre systematische Stellung. – Mitt. Bot. München 17: 511–526
- 1981. Zur Zytologie und systematischen Stellung von Haplopappus pectinatus Phil. – Mitt. Bot. München 17: 527–536
- 1981. Pflanzen in der Wüste. Erstellung einer “Flora von Chile”. – Berichte aus der Forschung der LMU München 44: 12–14
- Grau, J & A Schwab 1982. Mikromerkmale der Blüte zur Gliederung der Gattung Myosotis. – Mitt. Bot. München 18: 9–58
- 1982. Eine neue Alstroemeria aus Nordchile. – Mitt. Bot. München 18: 219- 230
- Grau, J & E. Bayer 1982. Zwei unbekannte Alstroemerien aus Chile. – Mitt. Bot. München 18: 219–230
- 1982. Die annuellen Sippen von Cryptantha Sect. Cryptantha in Chile. – Mitt. Bot. München 18: 379–400
- 1983. Life Form, reproductive Biology and Distribution of the Californian/Chilean Genus Cryptantha. – Naturw. Ver. Hamburg 7: 231–240
- 1983. Eine Neue Art der Gattung Conanthera (Tecophilaeaceae) aus Mittelchile. – Mitt. Bot. München 19: 335–341
- -& E. Bayer 1984: Die weißblühenden Arten der Gattung Calceolaria Chiles. – Mitt. Bot. München 20: 41–49
- 1984: Vorläufige Übersicht der Iberischen Vertreter von Ranunculus sect. Auricomus. – Mitt. Bot. München 20: 11–20
- 1984: Nomenklatorische Studien an Ranunculus L. sect. Ranunculastrum DC. von der Iberischen Halbinsel. – Mitt. Bot. München 20: 51–60
- - & E.Gronbach 1984: Untersuchungen zur Variabilität in der Gattung Schizanthus (Solanaceae). – Mitt. Bot. München 20: 111–203
- & H. Hopf 1985: Das Endosperm der Compositae. – Bot. Jahrb. Syst. 107: 251–268
- 1985: Herrn Prof. Dr. Hermann Merxmüller zum 65. Geburtstag. – Bot. Jahrb. Syst. 107: V-VI
- 1986: Ranunculus L. Subgen. III Ranunculus sect. Ranunculus in: Castroviejo, S., Lainz, M., López González, G., Montserrat, P., Muñoz Garmendia, F., Paiva, J. & Villar, E. eds. Flora Iberica I: 301–308
- 1986: Ranunculus L. Subgen. III Ranunculus sect. Ranunculastrum in: Castroviejo, S., Lainz, M., López González, G., Montserrat, P., Muñoz Garmendia, F., Paiva, J. & Villar, E. eds. Flora Iberica I: 351–371
- 1987: Calceolaria morisii Walp. – Eine wenig bekannte Art Chiles. – Mitt. Bot. München 23: 282–289.
- 1988: Scrophularia y Ranunculus, dos géneros con centro de evolución en el mediterráneo occidental. – Lagascalia 15: 39–48
- 1988: Hermann Merxmüller (1920–1988) Nachruf. – Mitt. Bot. München 26: XVII-LII
- - & W. Lippert 1988: Hermann Merxmüller 1920–1988. – Ber. Bayer. Bot. Ges. 59: 175–179
- 1988: Obituary – Hermann Merxmüller (1920–1988). – Bothalia 18: 325–328
- -& L. Klingenberg 1993: Biscutella – Flora Iberica III:293–311
- 1989: Ranunculus millefolius Banks & Sol. – neu für Marokko – Mitt. Bot. München 28: 589–597
- -, E. Bayer & G. López González 1989: Ein neuer Hahnenfuß der Sektion Ranunculastrum aus Zentralspanien. – Mitt. Bot. München 28: 569–573
- 1989: Myosotis minutiflora Boiss. & Reuter in Spanien. – Mitt. Bot. München 28: 615–618
- 1989: Eine neue weißblütige Art der Gattung Conanthera (Tecophilaeaceae) aus der Provincia de Talca/Chile. – Mitt. Bot. München 28: 619–622
- 1991: Eine neue Art der Gattung Leucocoryne (Alliaceae) aus Mittelchile. – Mitt. Bot. München 30: 431–437
- 1991: Zur systematischen Stellung der Gattung Traubia Moldenke (Amaryllidaceae). – Mitt. Bot. München 30: 479–484
- Grau, J. & G. Zizka (eds) 1992: Flora silvestre de Chile. "Pflanzenwelt Chiles“, Palmengarten Frankfurt. – Palmengarten. Sonderheft 19: 1–156
- Grau, J. & G. Zizka (eds) 1992: Pflanzenwelt Chiles. Begleitheft zu einer Ausstellung des Palmengartens Frankfurt. Sonderheft 19: 1–156
- 1992: Clima y distribución geográfica de la Flora de Chile. In: J.Grau und G. Zizka (eds.) Flora silvestre de Chile, Palmengarten. Sonderheft 19: 11–24
- 1992: Klima und pflanzengeographische Gliederung Chiles. In: J.Grau & G. Zizka (eds.) Pflanzenwelt Chiles, Palmengarten Sonderheft 19: 11–25
- 1992: La Zona Central de Chile. – In: J.Grau und G. Zizka (eds.) Flora silvestre de Chile, Palmengarten Sonderheft 19: 39–44
- 1992: Die chilenische Zentralzone. – In: J.Grau und G. Zizka (eds.) Pflanzenwelt Chiles, Palmengarten Sonderheft 19: 38–44
- 1992. Las Compuestas – la familia más grande de Chile. – In: J.Grau und G. Zizka (eds.) Flora silvestre de Chile, Palmengarten. Sonderheft 19: 82–86
- 1992: Die größte Pflanzenfamilie Chiles – Die Korbblütler. – In: J.Grau & G. Zizka (eds.) Pflanzenwelt Chiles, Palmengarten. Sonderheft 19: 82–86
- 1992. Las monocotiledóneas petaloideas de Chile. – In: J. Grau & G. Zizka (eds.) Flora silvestre de Chile, Palmengarten. Sonderheft 19: 97–101
- 1992: Die großblütigen Monocotylen Chiles. – In: J. Grau und G. Zizka (eds.) Pflanzenwelt Chiles, Palmengarten. Sonderheft 19: 93–97
- Grau, J & C Ehrhart 1993: Kritische Studien an Calceolaria aus Chile II. – Eine neue Art aus Mittelchile. – Sendtnera 1: 289–296
- Grau, J & E Bayer 1994: Loasa nitida Desr. – neu für Chile. – Sendtnera 2: 431–438
- 1994. Erlebte Botanik – Martius als Wissenschaftler – Brasilianische Reise: 75–84
- 1995. Carl Friedrich Philipp von Martius. – Rundgespr. Komm. Ökologie 10 “Tropenforschung”: 19–28
- 1996. Andine Permutationen – über drei nahe verwandte Loasa-Arten Zentralchiles. – Ann. Naturhist. Mus. Wien 98 B Suppl: 463–476
- 1997. Huidobria, eine isolierte Gattung der Loasaceae aus Chile. – Sendtnera 4: 77–93
- Müller AA, JK Kufer, KG Dietl, SA Reiter, J Grau & M Weigend 1999 Iridoid glucosides—chemotaxonomic markers in Loasoideae. Phytochemistry, 52, 67–78 (enlace roto disponible en Internet Archive; véase el historial, la primera versión y la última).
- Winkworth, R.C., Grau, J., Robertson, A.W. & Lockhart, P.J. 2002: The origins and evolution of the genus Myosotis L. (Boraginaceae).[3]
- La abreviatura «Grau» se emplea para indicar a Jürke Grau como autoridad en la descripción y clasificación científica de los vegetales.[4]